# Harkort (Unternehmerfamilie)

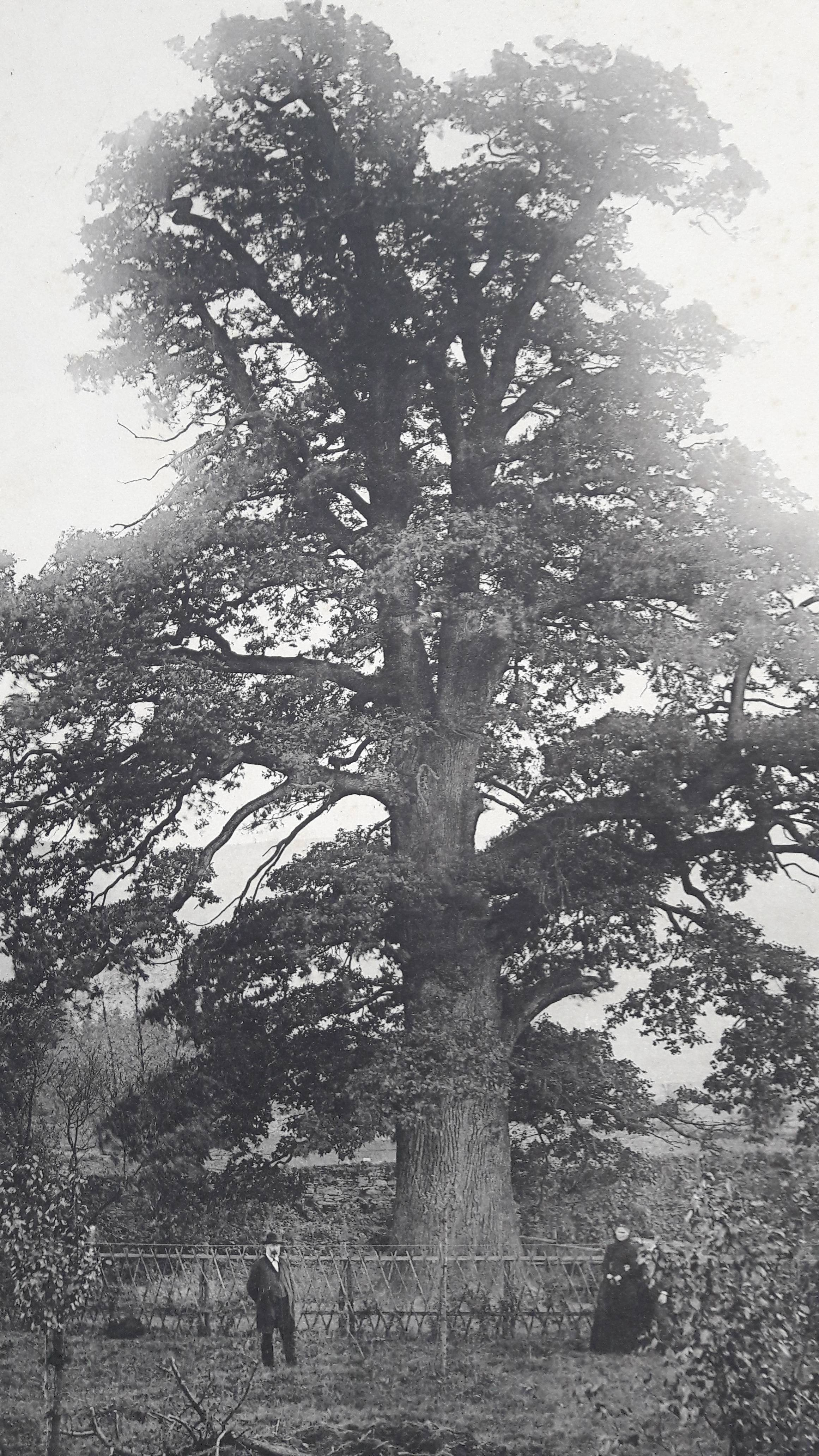
Johann Caspar Harkort VI., der „Brückenbauer“, mit ältester Tochter Anna Marie und 18-jährigem Enkel sowie späterem Familienfideikommiss-Erben von Harkorten, Carl Ernst Willibald Liebe-Harkort, vor 600-jähriger Stammbaum-Eiche (Höhe 29 m, Umfang 7,2 m) im Hofpark Harkorten im Jahr 1886. Die alte Eiche wurde wenige Jahre später von einem Blitzeinschlag getroffen und starb bis 1927 ab.

Die Familie Harkort ist eine Unternehmerfamilie aus dem Ruhrgebiet mit Stammsitz auf Harkorten, einem damaligen Freigut in Hagen-Westerbauer. Die älteste Erwähnung des Namens findet sich in der Urkunde 1108 des Vatikanischen Archivs vom 28. November 1373. Darin wird der latinisierte Ortsname „Harcuria“ in der Grafschaft Mark aufgeführt. Im Schatzbuch der Grafschaft Mark aus dem Jahr 1486 wird dann die „Harkottsche vreye burschop“ erwähnt. Dies belegt, dass Harkorten als Geschäftssitz der Familie mit zoll- und steuerpflichtigem Handel weit über die Landesgrenzen hinaus, bereits im Spätmittelalter zu den Freigütern der Grafschaft Mark, den sogenannten „Stuhlfreien an der Höge des Sauerlandes“ gehörte.
Zweige der Dynastie sind seit Mitte des 18. Jahrhunderts u. a. auf Haus Schede in Herdecke ansässig, wo beispielsweise im Jahre 1880 der populärste Spross der Familie, Friedrich Harkort, seine letzte Ruhe in einer Familiengruft der Harkorts gefunden hat.
Die Familie Harkort unterhielt zwischen 1674 und 1929 ein weit verzweigtes Netz an Handelsbeziehungen und industriellen Beteiligungen, unter anderem an der Harkort’sche Fabrik in Haspe, den Mechanischen Werkstätten Harkort & Co. auf Burg Wetter, an der Eisengießerei und Maschinenfabrik Carl & Gustav Harkort in Leipzig, dem Deiler Kupferhammer Friedrich Harkorts, der Gerberei Christian Harkorts, der Hasper Hütte oder an der Brückenbau-Anstalt von Johann Caspar Harkort VI.
Mit dem frühen Tod Johann Caspar Harkort VII. als Gefallener im Deutsch-Französischen Krieg ging der über viele Generationen vererbte Name Johann Caspar Harkort der altvorderen Erblinie der Harkorts für die nachfolgenden Fideikommissbesitzer sowohl des Gutes Harkorten als auch der Firma im Jahre 1871 verloren.

## Genealogie, Persönlichkeiten und Fideikommissbesitzer

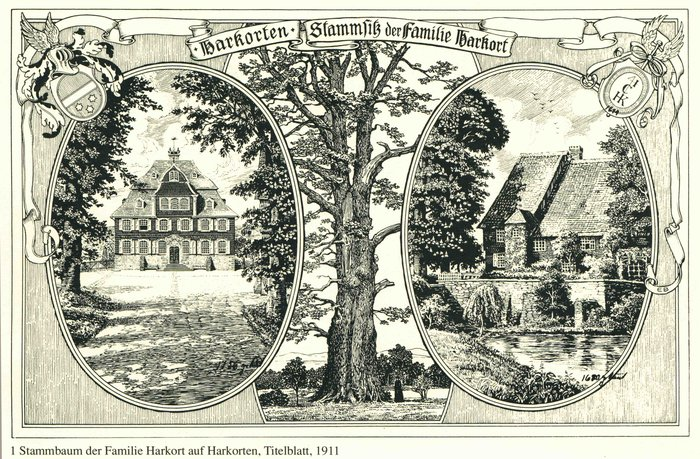
Titelblatt des Stammbaums der Familie Harkort

- Johann Caspar Harkort I. (1648–1714), verheiratet mit Ursula Catharina Hobrecker (1652–1724), Eisenwarenfabrikant und Kaufmann sowie Gründer des Unternehmens Johann Caspar Harkort
- Johann Caspar Harkort II. (1677–1742), verheiratet mit Maria Sybilla Wenigern († 1737)
  - Johann Caspar Harkort III. (1716–1760), verheiratet mit Louisa Catharina Harkort geb. Märker (1718–1795)
    - Johann Caspar Harkort IV. (1753–1818), Eisenwarenfabrikant und Kaufmann, verheiratet mit Henrietta Katharina Christina Elbers (1761–1837)
      - Johann Caspar Harkort V. (1785–1877), Kommerzienrat, Eisenwarenfabrikant und Kaufmann, verheiratet mit Johanna Frederike Ihne (1791–1860)
        - Richard Harkort (1852–1910), Mitbegründer der Casseler Waggonfabrik von Wegmann, Harkort & Co. (heute Teil des Rüstungskonzerns Krauss-Maffei Wegmann (KMW))
        - Johann Caspar Harkort VI. (1817–1896), Kommerzienrat, herausragender deutscher Brückenbau-Unternehmer, verheiratet mit Marie Wilhelmine Cäcilie Pottgiesser (1821–1891)
          - Johann Caspar Harkort VII. (1846–1871), † im Lazarett zu Dieppe, Frankreich
          - Anna Marie Harkort (1847–1920), verheiratet mit Willibald Gerhard Liebe (1834–1871)
            - Carl Ernst Willibald Liebe-Harkort (1868–1929), verheiratet mit Margarete Hedwig Söding (1877–1963)
            - Wilibald Liebe-Harkort (1871–1952), verheiratet mit Eleanor Heidmann (1884–1958)
              - Annemarie Margarete (gen. Margit) Liebe-Harkort (1897–1990), verheiratet mit Martin Ludwig Elsner von Gronow (1899–1981)
                - Eckart Söding-Elsner von Gronow (* 1935)

      - Friedrich Harkort (1793–1880), Eisenbahn- und Industrie-Pionier, Veteran der Befreiungskriege, Abgeordneter und Sozialreformer, verheiratet mit Auguste Mohl (1819–1899)
        - Luise Harkort, verheiratet mit dem Unternehmer Louis Constanz Berger (1829–1891)

      - Gustav Harkort (1795–1865), Gründer der Allgemeinen Deutsche Credit-Anstalt (ADCA), Gründer der Leipzig-Dresdner Eisenbahn-Compagnie, Ehrenbürger der Stadt Leipzig
      - Eduard Harkort (1797–1836), Bergbauingenieur und Offizier in Texas (USA)

## Firma Johann Caspar Harkort

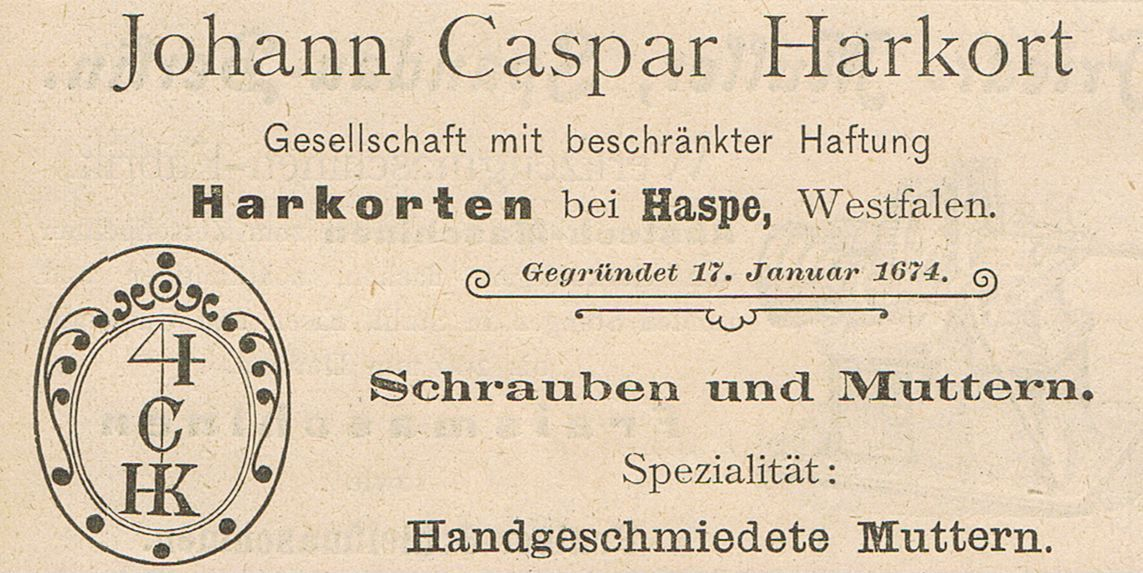
Werbeanzeige der Firma Harkort aus dem Jahr 1897 mit Monogramm J.C.HK

Die Familie Harkort nahm vom Ende des Dreißigjährigen Kriegs bis hin zur Weltwirtschaftskrise Anteil an der Entwicklung der Industrie und des Verkehrswesens in Deutschland. Gegründet im Jahre 1674, betrieb die Firma Johann Caspar Harkort über 250 Jahre hinweg bis zur Stilllegung 1930 als Hammerwerksbetrieb und Handelskontor zunächst Eisenwarenfabrikation und Kommissionshandel, um mit der aufkommenden Industrialisierung bis in das 20. Jahrhundert hinein verschiedene Maschinenfabriken und Eisenindustriebetriebe zu führen.

### Phase I: 1674 bis 1832 – Eisenwarenfabrikation und internationaler Kommissionshandel
Wurden im Jahr 1674 85 auswärtige Kunden beliefert, so waren es 1731 bereits 182, darunter Handelshäuser in Lübeck, Hamburg, Kiel, Wismar, Stralsund, Danzig, Königsberg, Riga, Kopenhagen und Stockholm.
Das Kommissionsbuch von 1726 nennt u. a. folgende Eisenwaren: Sensen, Beile, Messer, Scheren, Zangen, Hämmer, Schaufeln, Hobel, Zangen, Sägen, Hobeleisen, Gabeln, Draht, Nadeln und Fingerhüte, Ketten, Schuhspangen, Schraubstöcke und Ambosse, Schlösser und Schlüssel, Kisten- und Kofferbeschläge.
1756 zählte die Firma 214 Kunden, 1784 bereits 529. 1775 gingen allein 6.300 Sensen nach St. Petersburg.

### Phase II: 1832 bis 1860 – Prototypen Industrialisierung
Johann Caspar Harkort V., ältester Bruder von Friedrich Harkort, Gustav Harkort, Eduard Harkort und Christian Harkort, führte das Unternehmen dann erfolgreich in die aufkommende Industrialisierung. Neben dem Kommissionsgeschäft wurde bereits 1832 auf Harkort'schem Grund eine Maschinenfabrik eingerichtet, um mit der aufkommenden Eisenbahn sowie insbesondere mit Inkrafttreten des Deutschen Zollvereins 1834 alljährlich tausende von Zentnern Unterlagsplatten, Schienennägel, Schrauben und Schienenbefestigungskloben an die Eisenbahnverwaltungen des neuen Binnenmarktes zu liefern.
Die Propaganda des jüngeren Bruders von Johann Caspar Harkort V., des berühmten Industriepioniers, Volkswirtschaftlers, Politikers und Schriftstellers Friedrich Harkort schließlich, der 1828 in Preußen den Bau der ersten Eisenbahn ausführen konnte, veranlasste Johann Caspar Harkort V., seine Maschinenfabrik auf dem Gutsgelände Harkorten allmählich von den einfachen Produkten vermehrt auf die Produktion von Beschlagteilen, Rädern und Achsen für den Eisenbahnwagenbau umzustellen. Nachdem auch die Fabrikation einfacher Maschinenteile aufgenommen worden war, war es nur noch ein kleiner Schritt hin zum Bau fertiger Eisenbahnwagen. 1843 wurden die ersten zwölf Güterwagen an die Düsseldorf-Elberfelder Eisenbahn-Gesellschaft geliefert.
Sein ältester Sohn schließlich, Johann Caspar Harkort VI., konzentrierte sich – beginnend mit der Ausführung der eingleisigen Überbrückung der Wupper in Rittershausen 1846 durch die Bergisch-Märkische Eisenbahn-Gesellschaft – auf Brückenbau-Eisenkonstruktionen und gilt als einer der Pioniere des Großbrückenbaus.

### Phase III: 1860 bis 1930 – Zenit und Untergang
Aus logistischen Gründen verlagerte Johann Caspar Harkort VI. dann den Großteil des Produktionszweigs „Brückenbau“ der Harkort’schen Maschinenfabrik an den Rhein nach (Duisburg-)Hochfeld. Dort erwarb er 1860 ein unmittelbar am Rheinufer neben der Hütte Vulkan liegendes Grundstück und gegründete dort die Brückenbauanstalt Johann Caspar Harkort. Nach dem Tod seines einzigen Sohnes Johann Caspar Harkort VII. sowie seines Schwiegersohns und ersten Ingenieurs Willibald Liebe (beide im März 1871) trennte er die Brückenbauanstalt vom Privatvermögen ab und gründete am 1. August 1872 die Aktiengesellschaft für Eisenindustrie und Brückenbau vormals Johann Caspar Harkort in Duisburg. Bis zur Weltwirtschaftskrise, von der sich das Unternehmen nicht mehr erholte, führte sie zahlreiche Bauwerke aus, zum Beispiel:
- 1864: Pfaffendorfer Brücke über den Rhein bei Koblenz (gemeinsam mit Kölnische Maschinenbau)
- 1865: IJsselspoorbrug in Zutphen, Niederlande
- 1867: Halbparabel-Fachwerkträger aus Flusseisen mit 154,4 m Spannweite für die Eisenbahnbrücke Culemborg über den Lek, Niederlande
- 1870: Hammer Eisenbahnbrücke über den Rhein bei Düsseldorf
- 1870: Ostbahnbrücke über den Donaukanal in Wien
- 1872: Eisenbahn-Elbbrücken über die Süder- und die Norder-Elbe bei Hamburg
- 1873: Duisburg-Hochfelder Eisenbahnbrücke über den Rhein
- 1873: Rotunde der Weltausstellung 1873 in Wien
- 1873: Elbbrücke Dömitz
- 1885: Leuchtturm Roter Sand in der Deutschen Bucht
- 1896: Drehbrücke im Rheinauhafen
- 1904: Koishikawa-Kyouryou in Tokyo, Japan (Eisenbahnbrücke über den Nihonbashigawa)[8]
- 1907: Glienicker Brücke über die Havel zwischen Potsdam und Berlin
- 1908: Deutzer Drehbrücke am Deutzer Hafen in Köln
- 1929: Mülheimer Brücke

## Harkort-Archiv

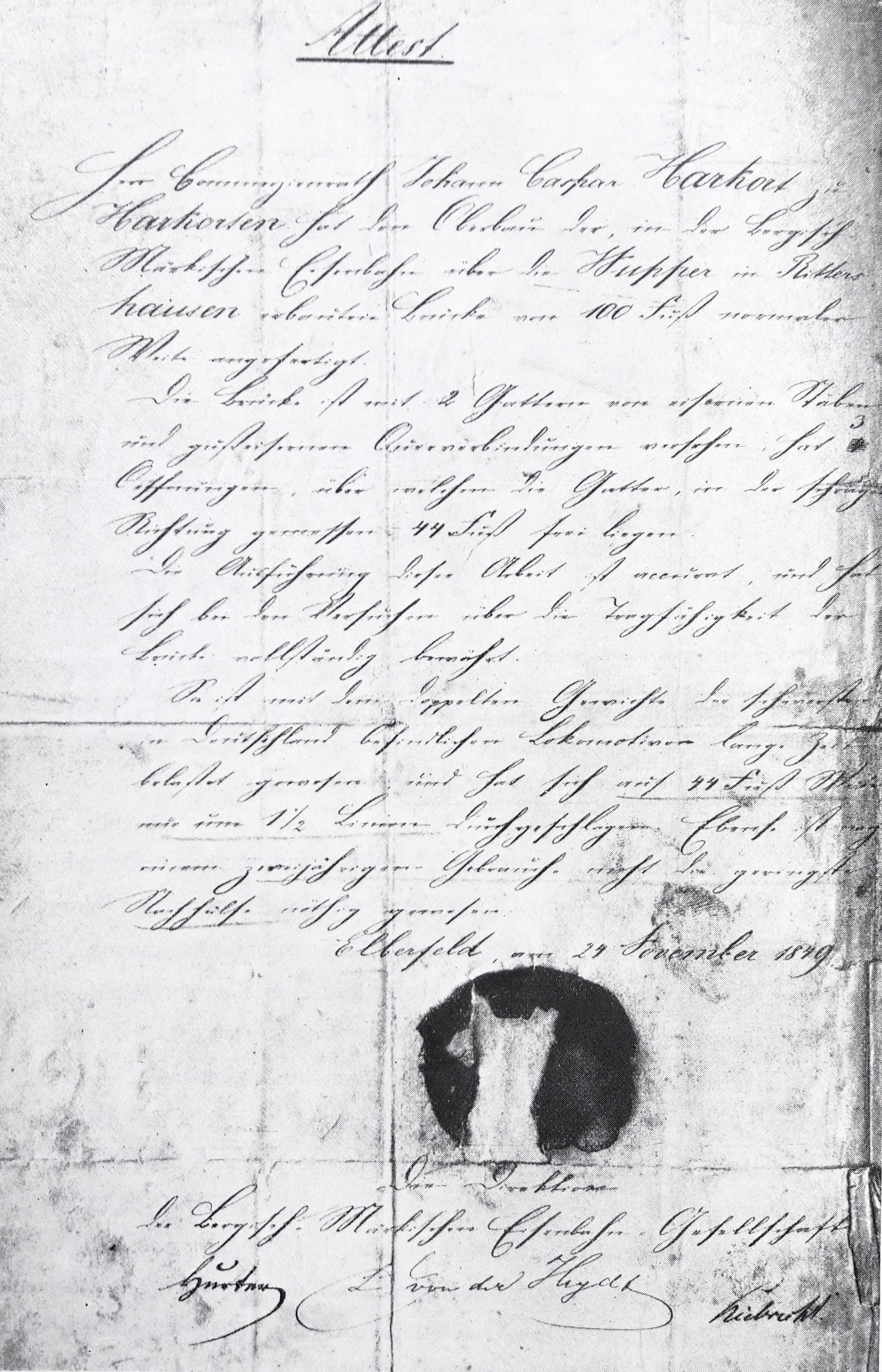
Attest über die Lieferung einer Eisenbrücke für die Bergisch-Märkische Eisenbahn durch Johann Caspar Harkort V. im Jahr 1847

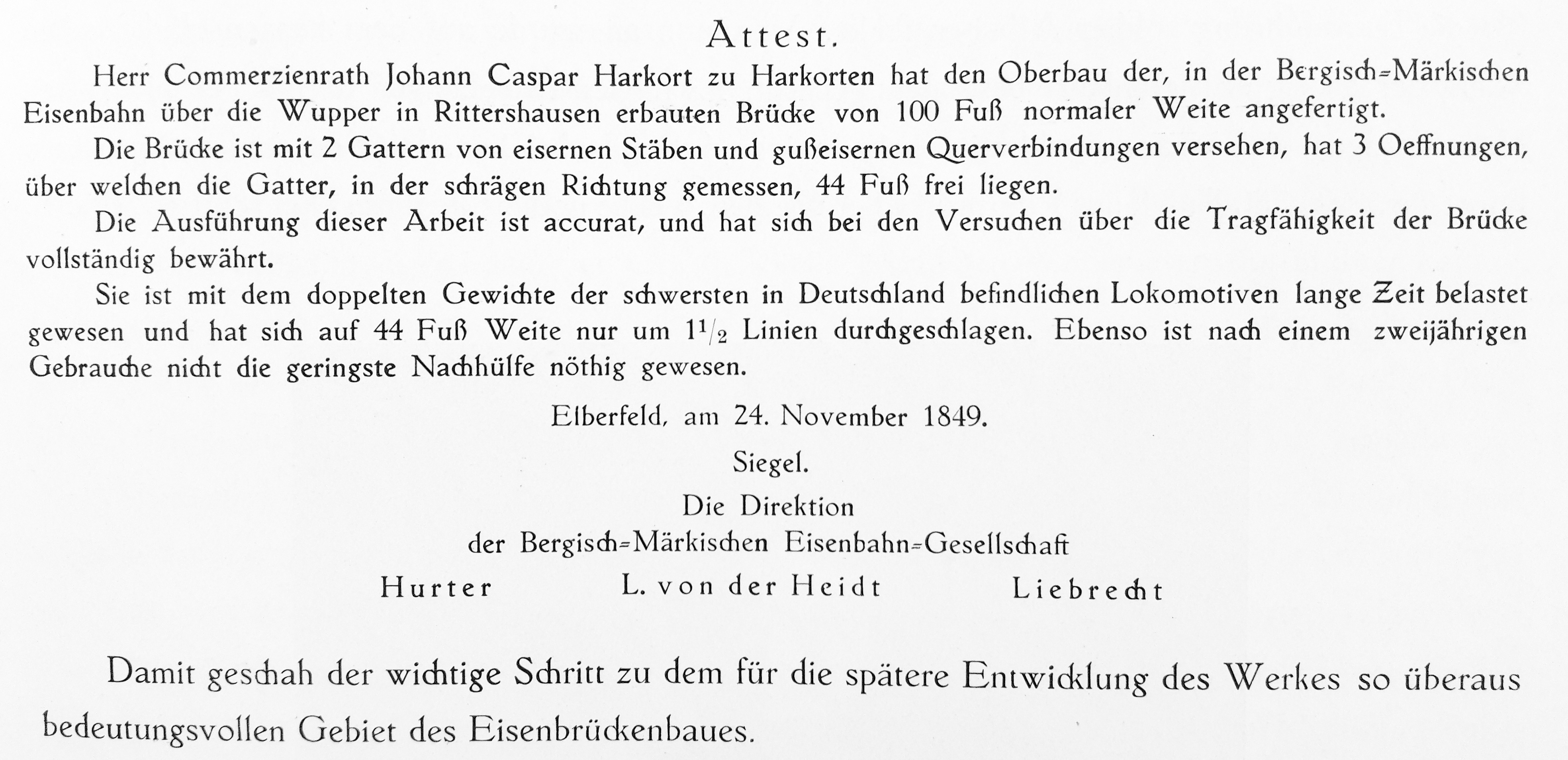
Attest aus dem Jahre 1849 in Klarschrift

Im Jahr 1979 hat die Stiftung Volkswagenwerk die wissenschaftliche Erschließung des Archivs der Firma Johann Caspar Harkort mit rund 100.000 DM gefördert. Das Harkort-Archiv, das bis in die 1970er Jahre auf Haus Harkorten verwaltet wurde und heute vom Westfälischen Wirtschaftsarchiv in Dortmund gepflegt wird, zählt zu den bedeutendsten deutschen Unternehmensarchiven, die es aus der Phase der Vor- und Frühindustrialisierung gibt. Die Geschäftsbuchserie umfasst 123 Bücher. Unter den Korrespondentenakten befinden sich 53.908 Geschäftsbriefe. Im Familienarchiv schlägt sich die führende Rolle der Familie Harkort unter den Eisen verarbeitenden Unternehmern und Kaufleuten der Grafschaft Mark seit dem späten 17. Jahrhundert nieder. Danach bekleideten auch die Erben des Johann Caspar Harkort I. über sechs Generationen Ehrenämter in Politik und Wirtschaft.
Einen Schwerpunkt des Bestands bildet die Korrespondenz von Johann Caspar Harkort IV. (zwischen 1800 und 1818), seiner Söhne Johann Caspar V., Carl, Friedrich Wilhelm (Fritz), Gustav, Christian und Eduard sowie ihrer Nachfahren. Selekte reichern die Korrespondenzen an und gewähren Auskunft über industrielle Gründungen der Harkorts.